# Pantera (destroyer)
Le Pantera était un croiseur éclaireur, puis destroyer italien de la classe Leone lancé en 1923 pour la Marine royale italienne (en italien : Regia Marina).

## Conception
Commandée en 1917, cette classe ne sera mise en chantier qu'en 1920, à cause de la pénurie d'acier. C'est une version agrandie des destroyers de l'époque, en développement de la classe Mirabello.
Ils avaient une longueur totale de 113,41 mètres, une largeur de 10,36 mètres et un tirant d'eau moyen de 3,1 mètres. Ils déplaçaient 2 230 tonnes à charge normale et 2 326 tonnes à pleine charge. Leur effectif était de 10 officiers et 194 hommes de troupe.
Les Leone étaient propulsés par deux turbines à vapeur à engrenages Parsons, chacune entraînant un arbre d'hélice à l'aide de la vapeur fournie par quatre chaudières Yarrow. Les turbines avaient une puissance nominale de 42 000 chevaux (31 000 kW) pour une vitesse de 33 nœuds (61 km/h) en service, bien que tous les navires aient dépassé cette vitesse pendant leurs essais en mer. Les navires transportaient 399 tonnes de mazout, ce qui leur donnait une autonomie de 2 000 milles nautiques (3 700 km) à une vitesse de 15 nœuds (28 km/h).
Leur batterie principale était composée de huit canons de 120 mm répartis dans quatre tourelles jumelées, une à l'avant et une à l'arrière de la superstructure, les autres tourelles étant placées entre les cheminées et les supports des tubes lance-torpilles au milieu du navire. Ils étaient équipés de six tubes lance-torpilles de 450 mm dans deux supports triples. Les Leone pouvaient également transporter 60 mines.

## Construction et mise en service
Le Pantera est construit par le chantier naval Ansaldo à Sestri Ponente dans la province de Gênes en Italie, et mis sur cale le 19 décembre 1921. Il est lancé le 18 octobre 1923 et est achevé et mis en service le 28 octobre 1924. Il est commissionné le même jour dans la Regia Marina.

## Histoire du service
En 1925, Le Pantera participe à une croisière dans les eaux de l'Europe du Nord.
Il participe ensuite à une autre croisière dans la mer Égée et à une troisième en Espagne en 1928.
Par la suite, il opère dans le bassin occidental de la Méditerranée et le long de la côte italienne.
En 1931, il subit une première période de modernisation qui comprend l'installation d'un poste de tir central, le remplacement des 6 tubes lance-torpilles de 450 mm par 4 tubes de 533 mm et le remplacement des deux pièces de 76/40 Modèle 1916 par 2 mitrailleuses de 40 mm,.
En 1935, il est envoyé, sous le commandement du capitaine de frégate (capitano di fregata) Giovanni Marabotto, en Afrique orientale italienne, pour soutenir les opérations italiennes en Éthiopie,.
En 1936, en prévision de son transfert définitif en Mer Rouge sous le commandement du capitaine de vaisseau (capitano di vascello) Aimone di Savoia-Aosta (1900-1948), il subit des modifications telles que la climatisation de ses intérieurs, l'installation de dispositifs pour éviter la surchauffe des dépôts de munitions, l'élimination d'une unité jumelle de 120 mm et l'installation de 4 mitrailleuses Breda Model 1931 de 13,2 mm.
En 1938, il est rétrogradé en destroyer.
À la date de l'entrée de l'Italie dans la Seconde Guerre mondiale, il appartient au Ve escadron de destroyers de la Flottille de la mer Rouge basée à Massaoua, avec les navires-jumeaux (sister ships) Leone et Tigre. Le commandant du navire est le capitaine de frégate (capitano di fregata) Paolo Aloisi.
Dans la matinée du 27 juin 1940, il appareille de Massaoua avec son navire-jumeau Leone et le vieux torpilleur Acerbi pour sauver le sous-marin Perla, qui s'est échoué à cause des vapeurs de chlorure de méthyle qui ont intoxiqué la plupart de l'équipage. Cependant, la formation (privée du Leone, qui est revenu après avoir été endommagé) doit faire demi-tour lorsqu'elle est informée qu'une force navale ennemie plus importante - le croiseur léger néo-zélandais HMNZS Leander et les destroyers HMS Kandahar (F28) et HMS Kingston (F64) - a pris la mer pour attaquer le Perla,.
Dans la nuit du 28 au 29 août 1940, il est envoyé à la recherche de navires ennemis avec le Tigre, mais sans résultat.
Le 19 septembre, il quitte Massaoua avec le Leone et les plus petits Cesare Battisti et Daniele Manin pour attaquer le convoi "BN 5" (23 marchands escortés par le croiseur léger HMNZS Leander et les sloops HMS Auckland (L61) (britannique), HMAS Yarra (australien) et HMAS Parramatta (australien)), mais rentre au port le 21, sans l'avoir repéré.
Le 21 octobre 1940, au cours d'une autre mission d'interception du trafic ennemi, il attaque, à 2h19 du matin, avec le leader de classe Leone et les destroyers plus petits Nullo, Battisti et Manin, le convoi britannique "BN 7", composé de 32 navires marchands escortés par le croiseur léger HMNZS Leander, le destroyer britannique HMS Kimberley (F50) et les sloops HMAS Yarra (australien), HMS Auckland (britannique) et RNI Indus (indien). Le combat devient défavorable aux navires italiens, qui doivent renoncer à l'attaque et se replier en couvrant leur retraite d'un écran de fumée, tandis que le Nullo, isolé et ralenti par une panne de gouvernail, est coulé après un violent choc avec le HMS Kimberley.
Dans la nuit du 2 au 3 février 1941, avec le Leone et le Tigre, il attaque sans succès un convoi britannique.
Il devient alors évident que la chute de l'Afrique orientale italienne est désormais imminente. En vue de la reddition de Massaoua , un plan est organisé pour évacuer les unités avec une grande autonomie (envoyées en France ou au Japon) et pour détruire les navires restants,,. Les 6 destroyers qui forment les IIIe escadron de destroyers (Battisti, Sauro, Manin) et Ve escadron de destroyers (Tigre, Leone, Pantera) n'ayant pas l'autonomie suffisante pour atteindre un port ami, il est décidé de les employer dans une mission suicide: une attaque avec pour cibles Suez (Tigre, Leone, Pantera) et Port Saïd (Sauro, Manin, Battisti),. Si elles n'avaient pas pu continuer, les unités ne seraient pas retournées à Massaoua (où d'ailleurs elles n'auraient eu d'autre sort que la capture ou le sabordage, la place forte étant tombé le 8 avril 1941), mais auraient au contraire coulé elles-mêmes par sabordage,,.
Le Ve escadron de destroyers part pour sa mission le 31 mars,,,. Dans la nuit du 31 mars au 1er avril, cependant, le Lion s'échoue sur un récif madréporique submergé, avec de graves dommages et un incendie à bord,,,,. L'équipage doit abandonner le navire après avoir commencé les manœuvres de sabordage. Le Pantera permet de récupérer les hommes de l'unité sœur et d'accélérer le naufrage en tirant avec ses canons,,,,. La mission est ensuite réorganisée parce qu'une action de diversion prévue par la Luftwaffe contre Suez avait échoué, toutes les unités attaqueraient Port Saïd,,.
Le 2 avril 1941, à deux heures de l'après-midi, les cinq destroyers quittent finalement Massaoua,,. À bord du Pantera se trouvent le commandant du Ve escadron, le capitaine de vaisseau (capitano di vascello) Andrea Gasparini, et l'ancien commandant du Leone, le capitaine de frégate (capitano di fregata) Uguccione Scroffa, tandis que le capitaine du Pantera, le capitaine de frégate Aloisi, qui a débarqué entre-temps, n'est pas à bord (Aloisi sera plus tard parmi les organisateurs de la guérilla italienne en Afrique orientale),,.
Le Battisti doit se saborder à cause d'une panne de moteur, tandis que le reste de la formation continue même s'il est repéré par des avions de reconnaissance ennemis. A l'aube du 3 avril, arrivés à une trentaine de milles nautiques (55 km) de Port Saïd, après une navigation de 270 milles nautiques (500 km), les quatre navires sont massivement attaqués par environ 70 bombardiers Bristol Blenheim et des bombardiers-torpilleurs Fairey Swordfish qui arrivent par vagues,,. Ayant rompu la formation, les destroyers continuent à zigzaguer et à ouvrir le feu avec leurs canons anti-aériens, mais toutes les unités sont touchées et endommagées,,. Alors que le Sauro et le Manin poursuivent leur route vers Port Saïd (tous deux sont coulés par la suite), le Tigre et le Pantera se replient et, également attaqués par un groupe de destroyers envoyés contre eux, se dirigent vers l'est, pour atteindre la côte saoudienne, où ils se sabordent d'eux-mêmes,,.
Dans la nuit du 3 au 4 avril, le Tigre et le Pantera, pris au large de Someina (à une quinzaine de milles nautiques (92 km) au sud de Jeddah), sur la côte du Yémen, sont abandonnés par les équipages qui entre-temps commencent les manœuvres de sabordage,,. Les deux navires agonisants continuent d'être attaqués par des avions et aussi par le destroyer britannique HMS Kingston, arrivé entre-temps sur place, qui canonne les navires maintenant déserteurs pour accélérer leur naufrage, touchant aussi le Pantera avec une torpille,,. Les mâts du Pantera, après avoir coulé, sont restés affleurants à la surface.
Les équipages des deux navires, une fois à terre, sont internés à Jeddah (Arabie Saoudite),,.